# Кармен-де-Ареко
Кармен-де-Ареко (исп. Carmen de Areco) — город в Аргентине в провинции Буэнос-Айрес. Административный центр муниципалитета Кармен-де-Ареко.

## История
В 1779 году вице-король Рио-де-ла-Платы Хуан Хосе де Вертис приказал полковнику Франсиско Бергесе де Дукасу усилить линию обороны по реке Рио-Саладу, прикрывавшую заселённые европейцами места от набегов индейцев. В 1780 году здесь был основан форт Сан-Клаудио-де-Ареко, и одноимённое поселение.
В 1812 году был образован муниципалитет Кармен-де-Ареко. В 1857 году поселение было также переименовано в Кармен-де-Ареко.
В 1906 году в этих местах началось строительство железной дороги, и в 1908 году первый поезд доставил пассажиров на новую железнодорожную станцию.